# Triphaenopsis curtipalpis
Triphaenopsis curtipalpis är en fjärilsart som beskrevs av Butler 1889. Triphaenopsis curtipalpis ingår i släktet Triphaenopsis och familjen nattflyn. Inga underarter finns listade i Catalogue of Life.